# Western White House

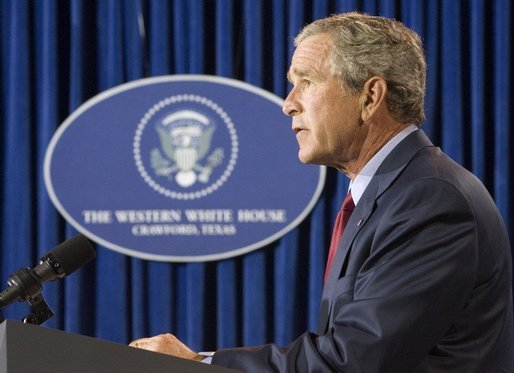
George W. Bush während einer Rede auf der Prairie Chapel Ranch, im Hintergrund das Logo des Western White House

Der Ausdruck Western White House wird in den Vereinigten Staaten in Anlehnung an das Weiße Haus für die zusätzlichen, in Privatbesitz des jeweiligen Präsidenten der USA befindlichen Residenzen verwendet, die ähnlich wie Camp David gelegentlich bei Staatsbesuchen Verwendung finden.

## Auswahl

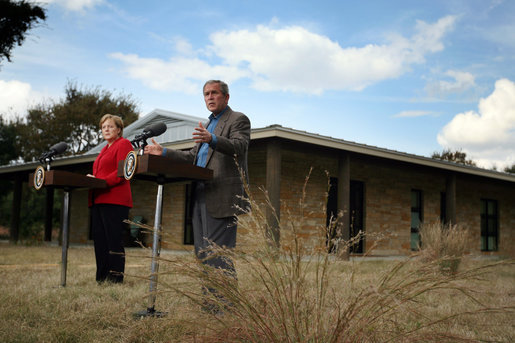
Angela Merkel und George W. Bush vor dem Haupthaus der Prairie Chapel Ranch, 2007

Schon Abraham Lincoln verbrachte 13 (von 49) Monaten seiner Amtszeit außerhalb des Weißen Hauses in einem kleinen Blockhaus auf dem Gelände eines Soldatenheims für US-Veteranen etwa drei Meilen nördlich des offiziellen Regierungssitzes außerhalb Washingtons. Zahlreiche US-Präsidenten verfügten über ein ländliches Refugium im Westen der Vereinigten Staaten, das manchmal als „Western White House“ bezeichnet wurde. Franklin D. Roosevelt bewohnte während des Zweiten Weltkrieges zeitweise das Royal Hawaiian Hotel in Honolulu und ging von dort seinen Regierungsgeschäften nach. Als das „Western White House“ von Gerald Ford gilt sein Anwesen The Lodge in Vail (Colorado). Selbst benutzt hat den Ausdruck „Western White House“ der frühere Westerndarsteller Ronald Reagan, der während seiner Präsidentschaft viel Zeit auf seiner Rancho del Cielo nahe Santa Barbara (Kalifornien) verbrachte. Doch schon Richard Nixon hatte lange Zeitabschnitte in Kalifornien im Westen der USA verbracht. Zuletzt stand besonders die Prairie Chapel Ranch von George W. Bush bei dem kleinen Ort Crawford (McLennan County, Texas) im Fokus des Weltinteresses, wo Bush unter anderem im November 2007 Angela Merkel empfing. In den ersten fünf Jahren seiner Amtszeit verbrachte Bush mehr als 20 Prozent seiner Zeit auf dem Anwesen. Die idyllisch gelegene, heute 648 Hektar große Ranch wurde 1897 von dem aus Oppenwehe stammenden deutschen Auswanderer Heinrich Wilhelm Engelbrecht (1843–1934) aufgebaut und blieb über 100 Jahre im Familienbesitz seiner Nachkommen, bis Bush sie der Familie Engelbrecht im Jahr 1999 abkaufte. Donald Trump bezeichnete das Anwesen Mar-a-Lago in Florida abgewandelt als sein „Winter White House“.